# Lithophyllum paradoxum
Lithophyllum  paradoxum Foslie, 1908  é o nome botânico  de uma espécie de algas vermelhas pluricelulares do gênero Lithophyllum, família Corallinaceae.
- São algas marinhas encontradas em Nova Irlanda.

## Sinonímia
- Não apresenta sinônimos.